# Ниагара (окръг, Ню Йорк)
Вижте пояснителната страница за други значения на Ниагара.
Окръг Ниагара (на английски: Niagara County) е окръг в щата Ню Йорк, Съединените американски щати.
Площта на територията му е 2953 km², а населението – 211 328 души (2017). Административен център е град Локпорт.